# Weininger Margit
Weininger Margit (Karancs, 1902 – Pécs, 1982. március 21.) zenepedagógus, zongoratanár. Szerepet játszott a Kodály-koncepció egyes elemeinek gyakorlatba történő bevezetésében.

## Életpályája
Édesapja Karancson volt tanító. A kiváló muzsikus és orgonista az 1910-es években költözött Pécsre. Lánya: Margit első zongoratanára Opritia Mária volt. Tanulmányait Pécs után Budapesten, a Zeneakadémián folytatta. Tanárai voltak: Braun Paula, Molnár Antal, Weiner Leó, Ádám Jenő és Kókai Rezső. Külföldön Edwin Fischer nyári kurzusain vett rész, majd a főiskola elvégzése után tért vissza Pécsre. 
1945 szeptemberének végén, Kodály Zoltán személyes irányítása mellett, Agócsy László, Maros Rudolf és Weininger Margit, három előképzős szolfézs csoporttal, Pécsett kezdtek hozzá a Kodály-koncepció gyakorlatba történő bevezetéséhez. Évtizedekig tanított a Pécsi Zeneművészeti Főiskolán.
Híres tanítványai Jandó Jenő és Losonczy Andor voltak.
Testvére Weininger Andor festő, grafikus, építész, és formatervező.